# Продармия
Продармия (продовольственно-реквизиционная армия) — орудие продовольственной диктатуры советской власти в 1918-1921, состояла из вооружённых продотрядов, осуществлявших продразвёрстку. С 1918 в ведении Народного комиссариата продовольствия РСФСР, с 1919 в составе войск внутренней охраны НКВД РСФСР. Упразднена с введением новой экономической политики в 1921.
Образована в мае 1918. Численность колебалась от менее трёх до более шестидесяти двух тысяч человек. Подразделялась на продполки, продбатальоны и продотряды. Военный отдел Народного комиссариата продовольствия 1 июня 1921 был преобразован в отдел управления заготовок, который при необходимости решал вопросы использования воинских сил при взимании продовольственного налога и охраны продовольственных грузов. 